# Saint-Martin-d'Entraunes
Saint-Martin-d'Entraunes (Occitaans: Sant Martin d'Entraunas; Italiaans (verouderd): San Martino d'Entraunes)  is een gemeente in het Franse departement Alpes-Maritimes (regio Provence-Alpes-Côte d'Azur) en telt 83 inwoners (2009). De plaats maakt deel uit van het arrondissement Nice.

## Geografie
De oppervlakte van Saint-Martin-d'Entraunes bedraagt 37,7 km², de bevolkingsdichtheid is dus 2,2 inwoners per km².
De onderstaande kaart toont de ligging van Saint-Martin-d'Entraunes met de belangrijkste infrastructuur en aangrenzende gemeenten.

## Demografie
Onderstaande figuur toont het verloop van het inwonertal (bron: INSEE-tellingen).
Vanwege een beveiligingsprobleem met de MediaWiki Graph-software is het momenteel niet mogelijk deze grafiek weer te geven. Zodra de software is bijgewerkt zal de grafiek vanzelf weer zichtbaar worden.